# Motýlokvěté
Motýlokvěté (Faboideae nebo Papilionadeae) je podčeleď (čeledi bobovité, někdy chápaná i jako čeleď (Papilionaceae). Nazvána je podle charakteristického typu květu. Ten má pětičetný kalich i korunu, rozlišenou na pavézu, křídla a člunek. Podčeleď je široce rozšířena a její příslušníci jsou přizpůsobeni široké škále přírodních podmínek. Může jít o strom, keře i byliny. Hospodářsky nejvýznamnější příslušník podčeledi je hrách.